# 吉迪傑尼鄉
46°3′N 27°29′E / 46.050°N 27.483°E
吉迪傑尼鄉（羅馬尼亞語：Comuna Ghidigeni, Galați），是羅馬尼亞的鄉份，位於該國東部，由加拉茨縣負責管轄，面積54平方公里，海拔高度55米，2008年人口7,387，人口密度每平方公里136人。